# 핑클
핑클(Fin.K.L; Fine Killing Liberty)은 대성기획(DSP)에서 코코 이후로 두번째로 런칭한 걸 그룹이다.
이효리, 옥주현, 이진, 성유리 총 4명의 멤버로 구성되어 있다. 1998년 5월 12일 <Blue Rain>으로 데뷔하였다. 1999년 5월 발매한 2집 <영원한 사랑>이 한국음반산업협회 집계 기준 약 59만장이 팔려나가며 핑클의 역대 앨범 중 가장 많은 판매량을 기록하였다. 핑클은 이 앨범으로 가요대상을 수상하였다.
데뷔곡 <Blue Rain>을 시작으로 <내 남자친구에게>, <루비>, <영원한 사랑>, <White>, <NOW>, <영원>까지 여러 콘셉트를 보여주며 댄스곡과 발라드곡을 고르게 히트시켰다. 총 4년간의 활동 기간 동안 6장의 앨범으로 약 229만장의 음반 판매량을 기록하여 역대 걸그룹 총 누적 음반 판매량 4위를 기록하고있다.
2005년 Forever Fin.K.L 발매 후 해체 없이 각자 개인 활동에 돌입하였다. 2018년 3월, 열린 옥주현 데뷔 20주년 콘서트에서 이효리, 성유리가 게스트로 재결합하였다. 이진은 뉴욕에 있어서 영상 메시지로 인사를 대신하였다.
2019년 5월 12일 14년만에 완전체로 활동 시작했었으며, 그 해 여름 JTBC의 예능 프로그램 《캠핑클럽》 에 출연했다. 명목상 해체는 아니지만 공식활동을 기준으로 한 활동 기간이다. 2005년 10월 26일 디지털 앨범을 발매했다. 공식적으로 핑클은 해체한적 없고 멤버 탈퇴도 없다.

## 개요

### 결성 과정
핑클의 첫 멤버로 발탁된 멤버는 옥주현이다. 옥주현은 MBC 라디오 '최할리의 내일로 가는 밤'에서 머라이어 캐리의 ‘Hero’를 열창하여 1위를 하였다. 이것을 계기로 핑클의 소속사 DSP 엔터테인먼트의 이호연 사장이 직접 옥주현을 캐스팅 하였다. 당시 옥주현은 성악을 전공하여서 대중가수를 하고 싶었던 마음은 없었다고 개인 활동 기간에 인터뷰를 통해 고백하였다. 옥주현이 별밤뽐내기를 통해 핑클 멤버로 발탁되었다는 이야기도 있으나, 이는 사실이 아니다. (최할리의 내일로 가는 밤 출연 전 별밤뽐내기에도 출전을 하였으나, 당시에는 1위는 하지 못하였고, 그 후 최할리의 내일로가는밤에 출연하여 연말장원을 차지하며 핑클에 캐스팅 되었음)
이진의 경우 본인의 친구이자, 옥주현의 친구이기도 한 친구로부터 핑클이 만들어진단 소식을 듣고 오디션을 보게 되었다.
이진은 DSP 엔터테인먼트에서 오디션을 보게 되어 단 한곡으로 합격되었다. 오디션 참가곡은 에코의 〈행복한 나를〉이다. 이진은 데뷔 전 연기학원을 다닌 경력이 있으며 MBC 《경찰청 사람들》, EBS 방송 등에서 단막 연기를 한 경력이 있었다. 이후 인터뷰를 통해 본래 꿈은 연기를 하고 싶었다고 말하였다.
다음 멤버로 발탁 된 것은 성유리이다.  올림픽공원에서 열린 교내 사생대회에서 외모로 매니저의 눈에 띄어 캐스팅되었다. 당초 기획은 이렇게 옥주현, 이진, 성유리로 데뷔 할 생각이었다고 이후 핑클 멤버 전원이 방송에서 말하였다. 실제로 3인에서 데뷔 앨범 자켓 사진을 찍은 사진이 존재한다. 또 핑클 1집의 모든 곡을 3인으로 녹음을 완료하였다고 이효리와 옥주현은 방송에서 발언했다. 당시 메인 보컬은 옥주현, 서브 보컬로 이진, 성유리를 기획하였다고 멤버들은 회상하였다.
3인으로 데뷔 예정이었던 핑클은 1998년 1월, 마지막으로 이효리를 정식으로 영입한다. 4번째의 멤버로는 당시에는 많은 사람이 거론되었다고 핑클 멤버들이 발언하였다. 예를 들어 그룹 타샤니의 멤버 애니, 클레오의 멤버인 엔젤도 이 중 하나였다. 하지만 최종으로 이효리가 20명을 넘게 제치고 DSP 엔터테인먼트의 이호연 사장에게 가수 데뷔를 권유받고 이효리가 마지막 멤버로 결정되었다.
그 멤버 중 한명인 태민희는 SBS <코미디 전망대>가 잠시 나왔다며 보도했다가 5명이 된다.
이후 핑클은 모든 곡을 파트를 다시 나누어 다시 녹음하였다. 1998년 2월, PC통신을 통해 정식으로 ‘핑클’이라는 그룹 명을 정하였고, 그 다음 달 1998년 3월 잡지 ‘뮤직웨이브’를 통해 신인 코너를 통해 얼굴을 알리고, 1998년 4월 비공식 무대를 가졌다. 공식적인 데뷔 날짜는 1998년 5월 12일이다. 이후 핑클은 2002년까지 네장의 정규앨범과 두장의 스페셜앨범을 발표하였다.
2002년까지 그룹 활동과 개인 활동을 병행하며 활동했던 핑클은 2003년 이효리와 옥주현의 솔로 앨범 발매를 시작으로 각 멤버들이 개인활동에 전념하며 사실상 따로 활동하게 되었다. 그러나 이는 핑클의 공식적인 해체를 선언한 것이 아니었고, 핑클의 멤버들은 개인활동을 하며 출연한 방송에서도 서로를 언급하거나 함께 출연하는 등 여전히 끈끈한 의리를 보여주었다.

### 이후
2002년 핑클은 4집앨범 활동 이후 개인활동에 전념하게 된다. 개인활동의 시작은 이렇다.
리더 이효리는 MC (KBS 해피투게더, MBC 타임머신), 옥주현은 라디오 DJ (MBC 라디오 '핑클 옥주현의 별이빛나는밤에')
이진은 배우 (MBC 청춘시트콤 '논스톱3'), 성유리 역시 배우와 MC (SBS 드라마스페셜 '나쁜여자들' , MBC '섹션TV연예통신') 로 개인활동의 포문을 열었다.
당시 아이돌그룹이 개인활동을 한다는 것은 매우 이례적인 일이었으나, 핑클의 개인활동은 매우 성공적이었다.
현재의 아이돌 그룹이 그룹활동과 개인활동을 병행하는 것의 시작점은 핑클인 셈이다.
네명의 멤버 모두 개인활동의 시작이던 2002년 연말시상식에서 개인의 이름으로 수상을 하는 쾌거를 이루면서 핑클의 개인활동은 계속되고있다.

### 의미
- 핑클(Fin.K.L)은 Fine Killing Liberty의 합성어로 ‘자유를 억압하는 것을 우리가 끝낸다’라는 의미를 가지고 있다.
- 핑클 멤버는 모두 색깔로 데뷔 초기 본인들을 소개하였다. 아래와 같다
- 이효리 : 레드 / 옥주현 : 블랙 / 이진 : 블루 / 성유리 : 화이트 / 태민희 : 옐로우
- 핑클의 상징(풍선)색은 펄 레드이다.

## 이전 구성원
| 이름   | 소개                                                                                            |
| ------ | ----------------------------------------------------------------------------------------------- |
| 이효리 | - 이름 : 이효리 - 생년월일 : 1979년 2월 19일(46세) - 출생지 : 대한민국 충청북도 청주시 흥덕구   |
| 옥주현 | - 이름 : 옥주현 - 생년월일 : 1980년 3월 20일(45세) - 출생지 : 대한민국 서울특별시 강남구 삼성동 |
| 이진   | - 이름 : 이진 - 생년월일 : 1980년 3월 21일(45세) - 출생지 : 대한민국 서울특별시 강남구 도곡동   |
| 성유리 | - 이름 : 성유리 - 생년월일 : 1981년 3월 3일(44세) - 출생지 : 독일 바덴뷔르템베르크 튀빙겐       |

## 활동

### 1집: 《Fine Killing Liberty: BLUE RAIN》(1998년)
1998년 5월에 데뷔 앨범 《Blue Rain》을 발매한 핑클은 타이틀곡 〈Blue rain〉으로 활동한다. 이 곡은 MBC의 《생방송 음악캠프》, SBS 《인기가요》에서 최고 순위 2위까지 랭크되었다. 후속곡은 〈내 남자 친구에게〉로 핑클은 이 곡으로 처음 공중파 음악방송 1위를 기록한다. 핑클의 제 1 전성기로 불리는 '내 남자 친구에게'는 당시 전 군인들의 열광적인 반응을 이끌어내었고, 군부대 방문 공연의 절대적인 1순위로 우뚝 올라서는 계기가 되었다. 동시에 10대들에게 폭발적인 인기를 얻게 되고, 많은 팬을 확보하게 되었다. SBS 《인기가요》에서 2주 연속 1위를 하였다. 이후 대만에서 유키라는 가수가 이 곡을 리메이크하였다. 핑클은 이 해 가을에 또 다른 후속곡 〈루비(淚悲)〉로 활동을 지속했다.

### 2집: 《White》(1999년)
핑클은 1999년 4월 17일 서울 올림픽 공원 체조경기장에서 열린 공식 팬클럽 'FINKY(핑키)' 창단식에 참가하여 팬들과의 만남을 가지게 된다. 그 후 핑클은 5월 13일 2집 《White》를 발매한다. 앨범의 타이틀 곡 〈영원한 사랑〉으로 컴백했다. 이어서 활동한 후속곡 〈자존심〉도 여름송으로 많은 사랑을 받으며 인기행진을 이어갔다. 이 외에도 〈Waiting For You〉, 〈Oh! Boy〉, 〈I'm Right Now〉등으로 활동한 적도 있다. 이 앨범에는 멤버 성유리가 앨범에 작곡과 편곡을 한 ‘유리’라는 곡도 실려있다.
이 시기에 핑클은 자서전 《영원한 사랑》을 출간 하였으며 1999년 7월에는 대만에도 진출하여 아시아 슈퍼콘서트에 참여하기도 하였다. 이 해 8월 4일에는 핑클의 첫 콘서트를 서울 올림픽 공원 펜싱경기장에서 가졌다. 이는 여성그룹 최초의 대형라이브 콘서트 개최였기 때문에 의미가 매우 컸으며 그 후, 첫번째 단독 콘서트를 라이브 앨범 및 DVD 등으로 발매하였다. 당시 스타이름을 따서 판매하는 제품들이 유행이었다. 핑클 빵은 핑클 멤버들의 사진을 스티커로 제작하여 동봉 판매하였다.

### 2.5집: 《S.P.E.C.I.A.L》(1999년~2000년)
1집, 2집을 연이어 히트를 시키고 1999년 11월 24일 핑클은 2.5집 《S.P.E.C.I.A.L》을 발매한다. 2.5집 수록곡 〈나의 왕자님께〉와 〈White〉는 SBS 인기가요와 KMTV 쇼 뮤직탱크에서 1위를 하는 등 각종 음악프로에서 큰 인기를 끌었다. 이 앨범에는 1989년 발매된 나미의〈인디안 인형처럼〉을 리메이크 한 곡을 수록하여 화제를 모았고, 후에 2001년 발매된 리메이크 앨범의 시작점이었다고 핑클 멤버들이 고백하였다. 많이 알려져 있지는 않지만 2.5집은 초판과 통상반에서 자켓과 곡 제목이 다르다. DSP가 신나라레코드와 대영AV로 유통사를 나누어서 발매했기 때문이다.
12월 5일에는 패티김, 태진아, 최진희, 설운도, 젝스키스와 함께 평양에서 개최되는 SBS 평화친선음악회에 참가하기도 하였다. 당시 멤버 성유리는 최연소 북한을 방문한 인물로 기록되었다.
연말시상식에서는 KBS 본상, MBC 30대 이하 및 30대 이상이 뽑은 10대 가수상, KMTV 최우수여자그룹상을 받았다.
이후 '가면의 시간'을 끝으로 1999년-2000년 활동을 마무리하였다. 2000년 2월 핑클은 서울 올림픽 공원 올림픽 체조경기장에서 두번째 단독 콘서트를 개최한다. 체조경기장에서 여자아이돌 그룹이 단독 콘서트를 개최한 것은 처음 있는 일이었다.
3집 : 《Now》(2000년)
2.5집 발매 이후 약 7개월간의 공백기를 가진 핑클은 기존의 컨셉을 뒤엎고 색다른 컨셉으로 2000년 10월 6일 세 번째 정규 음반 《Now》를 발매 한다. 타이틀 곡은 세미 자켓을 입고, 안무의 강도를 높인 ‘Now’이다.
3집 공식 활동 전에 MBC 게릴라콘서트로 녹화 방송을 먼저 시작하였으며, 사전에 팬들과 미리 만남을 갖지 못하였고 게릴라콘서트 방영 후 2번째 방송이었기에, 5,000명을 넘겨야 콘서트를 진행할 수 있는 게릴라콘서트는 위험부담을 갖는 자리였다. 핑클 멤버들은 일산 곳곳을 돌아다니며 홍보에 나섰지만 동시에 시 자체 축제가 열리고, 콘서트장이 MBC 일산 드림센터 공사 부지라는 점 등의 변수들이 많았다. 하지만 총 6,317명이라는 인원이 모여 성공적으로 게릴라콘서트를 열 수 있게 되었다.
‘Now’활동 초기 당시 간주 부분에 남자 댄서와 성유리가 약간의 사고가 발생하여 이 후 활동에서는 안무를 수정한다. 후속곡 ‘Feel Your Love’에서는 스쿨룩을 입고 활동을 한다. 이 두 활동 곡에서 이효리는 랩을 선보여 ‘랩퍼횰’이라는 별명을 얻게 된다. 타이틀 곡으로 각 방송사 음악 프로그램에서 1위와 왕중왕을 수상하였다. 〈Now〉뮤직비디오에는 당시 신인이었던 조인성이 출연하기도 하였다. 연말 시상식 후 활동을 이어가던 도중 옥주현이 다리에 부상을 당하여 3집 활동을 마무리하게 된다.
핑클은 KBS 뮤직뱅크, MBC 음악캠프, SBS 인기가요에서 1위 수상을 하는 쾌거를 이뤘고, 이에 감정이 복받친 성유리는 많은 눈물을 흘렸다. 핑클은 유승준과 함께 여의도에서 열린 또 한번의 MBC 게릴라콘서트에서 10,000명을 넘기며 성공한다. 두번째 성공이었다. 후속곡 Feel your love는 자체 인기가 올라가던 중 옥주현의 다리부상으로 최종 순위 3위(인기가요기준)에 그치는 아쉬움을 남겼다. 하지만 케이블 음악방송(NTV) N TOP 인기가요에서는 일찍이 1위에 오르는 기록을 세웠다.

### 3.5집: 《Memories & Melodies》(2001년)
옥주현의 갑작스러운 부상으로 3집 활동을 마무리 한 뒤 발매된 리메이크 앨범이다. 앨범 전곡이 80년대, 90년대의 곡을 재편곡하여 리메이크 된 앨범으로 사전에 팬들로부터 리메이크 되었으면 하는 곡들을 조사하였고, 그 결과를 바탕으로 총 12곡의 리메이크곡을 선정하였다. 2001년 4월 13일 발매하였고, 3집 활동 종료 후 3개월 만에 컴백하였다. 보도자료에서 3.5집 앨범 발매의 목적은 10대 팬들에게는 부모님 세대의 곡을 전해주고, 부모님 세대에게는 향수를 느끼게 하고 싶다라고 고백하였다. 3.5집 역시 신나라레코드와 대영AV로 유통사를 나누어서 발매하여 초판과 통상반의 자켓이 다르다.
타이틀 곡으로는 혜은이의 '당신은 모르실거야'를 리메이크한 동명의 곡으로 활동하였고, 후속곡으로는 이예린의 히트곡인 '늘 지금처럼'으로 활동하였다. ‘당신은 모르실거야’의 뮤직비디오에서는 멤버 4인이 각 각 영화를 패러디하여 촬영하였다. 이효리는 천장지구의 여주인공으로, 옥주현은 쉬리의 북한 스파이(김윤진) 역으로, 이진은 귀여운 여인의 여주인공으로, 성유리는 러브레터의 후지이 이츠키 역으로 변신하여 뮤직비디오를 완성시켰다. 하지만 이효리가 나온 장면에서는 오토바이 신이 있는데 여기서 이효리가 헬멧을 착용하지 않은 채 촬영 되었다는 이유로 뮤직비디오 방송 금지를 당한 적이 있다. 같은 해 2001년 8월 핑클은 중국 공인 체육관에서 콘서트를 갖기도 하였다. 하지만 핑클은 해외진출은 전혀 하지 않은 상태였다. 2001년 드림콘서트에서는 많은 핑클 팬들이 잠실 주경기장으로 모였다. 2001년 SBS가요대전에서 핑클은 총 본선에 진출한 15팀 중 단 2팀만 뽑는 (대상은 제외) 최고인기상에 이름을 올린다.

### 4집: 《call me in your heart...can be my soul show you love again》(2002년)
2002년 3월 8일에 네 번째 정규 앨범 《call me in your heart...can be my soul show you love again》을 발매하였다. 타이틀 곡은 〈영원〉(작곡 유정연 작사 이효리)이고 핑클 뮤직비디오에 최초로 스토리라인이 있는 내용을 담아 촬영 되었다. 영원은 SBS 《인기가요》 왕중왕을 기록했다. 이 후 활동을 해야하는 4집 후속곡 후보는 정말 치열하였는데, 더블 타이틀 곡으로 내세우던 ‘NEVER’와 팬들의 전폭적인 지지를 받았던 ‘For春’ 등이 해당 된다. 그러나 며칠 후 핑클 공식 홈페이지 메인에는 수록곡 Don't go away가 BGM으로 설정되어 팬들의 의구심을 자아냈다. 결국 기획사의 선택으로 후속곡이 결정되었다. 팬들의 의구심에 멤버 옥주현은 팬들에게 자신도 들은 바가 없는 일이라며 직접 글로 해명하는 상황에 이르렀다. 몇 주 후 핑클은 Don't go away로 후속곡 활동을 하기 시작한다. 핑클은 월드컵과 겹치는 상황에서 후속곡 활동을 채 3주도 하지 못했다. 공중파 마지막 무대는 제주도 《인기가요》 무대였고, 이 날 의상 색은 핑클팬의 공식 색인 펄레드와 같았다.
4집은 배우 송혜교의 감상평이 화제였는데, 특히 For春이란 노래를 미리 팬들에게 소개하며 핑클에 대한 애착을 드러내기도 하였다. 핑클의 컴백은 'SBS 한밤의 TV연애'에서 집중적으로 다뤘으며 팬들은 역대 여자가수 팬을 통틀어 최다였다. 이런 흐름을 이어 2002년 드림콘서트에서는 여러 남자가수 팬들만의 전유물이었더너 대형콘서트에서 여성그룹의 건재함을 보여주었다. 드림콘서트에서는 '영원'과 'Never'를 열창하였다. 순위집계방식이 사라진 방송프로그램에서는 엔딩무대에 서는 가수가 그 주 가장 관심을 받는 가수였다. 핑클은 4집 컴백 후 출연했던 뮤직뱅크 무대에서 대부분을 엔딩무대로 장식하였다. '핑클의 방송활동은 결국 마지막이 되어버린 4집에서도 활발하게 이루어졌다. 핑클효과는 4집이 끝난 후 개인활동을 펼치는 이후에도 큰 영향을 끼쳤고, 그들이 각자 다른 분야에서도 크게 활동할 수 있는 큰 자양분이 되기도 하였다. 4집 활동 중이었던 2002년 7월, 영화 긴급조치 19호에 함께 출연하기도 하였다. 핑클은 코엑스에서 열린 2002년 모터쇼에 특별 무대를 갖는다. 주말동안 모터쇼를 찾은 관객들과 핑클의 4집 마지막 무대를 보기 위한 팬들이 섞여 인산인해를 이루었고, 급기야 핑클이 나서서 안전을 당부하는 멘트를 하는 상황에 이르렀다.
핑클은 2002년 리스피아르가 선정한 상/하반기 여성 가수 1위를 차지하는 영예를 안기도 했다.

### 이후의 활동
핑클 멤버 전원은 ‘핑클’이라는 이름을 남겨 둔 채 개인 활동을 시작한다. 당시 이런 활동 때문에 혼란스러운 팬들과 연예계 기자들은 사실상 핑클은 해체한 것이 아니냐고 대다수의 의견을 내보였다. 특히 동시대에 활동했던 S.E.S.가 2002년 12월 공식적으로 해체를 선언하면서 핑클의 이러한 개인활동은 더더욱 해체설에 불을 지폈다. 하지만 핑클 멤버 전원, 그리고 소속사에서 핑클은 영원하고 이듬 해 새로운 앨범을 가지고 활동 할 것이라고 해체설과 관련한 의견을 일축하였다. 이듬 해 2003년 이효리와 옥주현은 솔로 앨범을 내었고, 이진과 성유리도 드라마와 쇼 버라이어티 프로그램에서 활동을 시작하였다. 핑클은 성유리가 주연으로 활동한 《나쁜 여자들》의 드라마 O.S.T.를 부르고, 옥주현이 라디오 DJ로 활동한 ‘옥주현의 별이 빛나는 밤에’의 게스트로 참여하면서 핑클의 우정은 영원하다는 것을 각인시켰다. 2004년 핑클은 SBS 스타의 전당에 선정되었다.
2005년, SBS의 《야심만만》을 통해 3년 만에 ‘핑클’이라는 이름으로 게스트로 참여하고 핑클 멤버 전원은 “소속사는 다르지만 핑클은 언제나 영원하다.”고 인터뷰하였다. 하지만 2005년, 멤버 성유리가 소속사인 DSP 엔터테인먼트를 떠나 싸이더스HQ로 이적을 선언하였다. 연이어 멤버 이진 역시 기존 소속사를 떠나 스타제이 엔터테인먼트로 이적하였다. 또 다시 언론은 핑클은 해체되었다고 기사를 터트리기 시작하였다. 이에 대응이라도 하듯 핑클은 디지털 싱글을 발매한다고 발표, 당초 예정보다 오랜 시간이 걸렸지만 《FINKL》이라는 디지털 싱글을 발매하였다. 연이은 보도자료, 인터뷰 MBC 섹션TV 연예통신과의 인터뷰에서 “지금처럼 디지털 싱글을 발매하는 형태로나 다른 방법을 통해 공식석상에 함께 오르면서 핑클은 해체하지 않았다는 것을 보여드릴 것이다.”라고 멤버 전원이 밝혔다. 이어 같은 해 12월, 《FOREVER FIN.K.L 1998-2005》 DVD를 발매하면서 지난 8년간의 활동을 총정리 하였다.

2006년 가을, DSP 엔터테인먼트에 남아 있던 핑클의 다른 두 멤버 이효리, 옥주현 역시 DSP 엔터테인먼트를 떠나 엠넷미디어로 이적하였다. 현재 각 멤버는 DSP에 소속 되어 있지 않으나 핑클은 공식 해체 선언을 하지 않은 상태이다.
DSP 엔터테인먼트는 “사측과 멤버들 간의 이해 관계가 서로 원만히 해결되었고 이미 계약서 없이 활동하고 있었다. 앞 날을 기원하며 언제든 핑클로서 남기를 바란다.”며 확실한 관계를 각인시켰고 핑클로서의 활동에도 관여하지 않을 것임을 분명히 하였다. 사실상 핑클을 제작하고 키워 온 DSP 엔터테인먼트에는 핑클 멤버는 남아 있지 않지만 아직도 ‘핑클’이라는 이름과 저작권 및 소유권은 여전히 DSP 엔터테인먼트의 소유이다.
2008년 12월에 펼쳐진 이효리의 첫 번째 콘서트 《이효리 1st Concert - 천하무적이효리》에 핑클 멤버 전원이 이틀간 노 개런티로 출연하여 핑클의 건재함을 과시하였다.
2010년 9월 20일, 옥주현이 진행하는 라디오 프로그램 '가요광장'에서 개인이 아닌 핑클로 출연했다.
2019년 5월 (7월 14일 첫 방송), 데뷔 21주년을 기념하여 십수년만에 단독 예능 프로그램 'JTBC 캠핑클럽'에 출연한다. 이와 더불어 베스트 앨범 발매와 단독 콘서트 개최가 되었고, 2019년 9월 22일 남아있는 노래처럼을 발매하였다.

## 디스코그래피
- 아래의 음반은 핑클의 소속사 DSP 엔터테인먼트에서 기획하고 유통사 대영 A/V에서 발매한 공식 앨범이다.
- 하단의 ‘비공식 앨범’은 핑클의 소속사·유통사와 관계없이 발매된 음반이다.

### 앨범
|        | 음반명                                                      | 발매일     | 판매량    |
| ------ | ----------------------------------------------------------- | ---------- | --------- |
| 1집    | Fine Killing Liberty : BLUE RAIN                            | 1998.5.20  | 29만장    |
| 2집    | white                                                       | 1999.5.12  | 593,816장 |
| 라이브 | Fin.K.L First Live Concert 1999                             | 1999.10.12 | 57,275장  |
| 2.5집  | S.P.E.C.I.A.L                                               | 1999.11.24 | 449,418장 |
| 3집    | Now                                                         | 2000.10.6  | 441,369장 |
| 3.5집  | Memories & Melodies                                         | 2001.4.13  | 259,259장 |
| 4집    | call me in your heart ...can be my soul show you love again | 2002.3.8   | 261,518장 |

### 베스트 앨범
| 음반명             | 발매일          | 타입    | 음반번호   |
| ------------------ | --------------- | ------- | ---------- |
| FIN.K.L Best Album | 2019년 8월 19일 | 1LP+1CD | L200001797 |

### 디지털 싱글
| 음반명            | 발매일           | 타입 |
| ----------------- | ---------------- | ---- |
| FINKL             | 2005년 10월 19일 | 음원 |
| 남아있는 노래처럼 | 2019년 9월 22일  | 음원 |

### DVD
| 음반명                    | 발매일           | 타입     | 음반번호  | 기타                                                         |
| ------------------------- | ---------------- | -------- | --------- | ------------------------------------------------------------ |
| Forever Fin.K.L 1998-2005 | 2005년 12월 10일 | 2DVD+1CD | CMBD-0531 | 1CD에는 디지털싱글 《FINKL》을 CD화 (Special Bonus Audio CD) |

### 참여 앨범
- 1999년 4월 《Now N New》의 1번 트랙 〈하나되어〉
- 1999년 11월 《밀레니엄 캐롤》의 15번째 트랙 〈1999년 크리스마스에는 (December Love)〉[19]
- 2000년 4월 25일 MBC 드라마 《이브의 모든 것 O.S.T.》의 1번 트랙이자 주제곡 〈True Love〉
- 2002년 5월 23일 《2002 Soccer Festival》의 2번 트랙 〈With You〉
- 2002년 5월 23일 SBS 드라마 《나쁜 여자들 O.S.T.》의 2번 트랙 〈처음처럼〉

### 비공식 앨범
- 핑클의 소속사 DSP 엔터테인먼트와 유통을 책임지는 대영 A/V와는 무관하게 ‘핑클’이라는 이름만으로 발매된 음반은 아래와 같다.

|   | 음반명                                 | 발매년도       | 발매타입 | 기타                                                            |
| - | -------------------------------------- | -------------- | -------- | --------------------------------------------------------------- |
| 1 | FIN.K.L VCD                            | 1998년         | VCD      |                                                                 |
| 2 | 핑클의 나비나비 동요 축제              | 1999년 5월 5일 | VCD/VHS  |                                                                 |
| 3 | Fin.K.L First Live Concert 1999        | 1999년         | VCD/VHS  | 라이브음원은 DSP 엔터테인먼트가 기획했지만, VCD·VHS는 이와 별개 |
| 4 | Fin.K.L music video collection/history | 1999년         | VCD      |                                                                 |
| 5 | Fin.K.L THE SECOND LIVE CONCERT 2000   | 2000년         | VCD/VHS  |                                                                 |
| 6 | Red & Blue                             | 2000년         | VCD      |                                                                 |
| 7 | Star-CD Fin.K.L                        | 2001년         | VCD      |                                                                 |
| 8 | Fin.K.L History                        | 2001년         | 2CD      | 멤버 옥주현이 직접 회사와 관계없는 앨범이라며 글을 올린 적 있음 |
| 9 | Fin.K.L FOREVER                        | 2001년         | DVD      | 뮤직비디오 모음                                                 |

## 음반 외 활동

### 방송
- 2019년 7월 14일 ~ 2019년 9월 29일 11부작 JTBC 《캠핑클럽》

### 영화
- 긴급조치 19호 (2002년)

### 광고 모델
- 1998년 라일락[20]
- 1998년 삼양식품 삼양라면
- 1998년 무선통신연구조합 012-015삐삐
- 1999년 삼립식품 핑클빵
- 1999년 무궁화 헬로키티 화이트 플러스
- 1999년 삼천리자전거 LESPO 자전거
- 1999년 제너시스 BBQ
- 1999년 롯데칠성음료 2% 부족할 때
- 2000년 KT 한미르
- 2000년 엡손 스타일 포토시리즈
- 2000년 샤프전자 리얼딕세이 전자사전
- 2000년 빙그레 5n캡슐 우유 (최우혁과 함께 출연)
- 2000년 FnC코오롱 캐스캐이드[21]
- 2000년 동양화장품 과일나라 피클리어
- 2001년 보건복지부 청소년 금연 권장 공익 광고
- 2001년 손오공 아이싱어
- 2001년 해태음료 참음료
- 2002년 한국낙농육우협회 우유 권장 공익 광고
- 2002년 GM대우 마티즈2

### 홍보대사
- 2000년 문화관광부, 한국연예제작자협회 제2기 청소년사절단
- 2001년 한국 방문의 해 명예홍보사절
- 2002년 범국민금연운동본부 청소년금연홍보대사

## 수상 및 경력

### 시상식
| 연도   | 수상 내역 (총 29회) |
| ------ | --- |
| 1998년 | - 《서울가요대상》 본상 - 《MBC 가요제전》 30세 미만의 국민이 뽑은 10대 가수상 - 《대한민국 영상음반대상》 신인가수상 - 《KMTV 가요대전》 인기가수상 - 《KMTV 가요대전》 최우수 신인상 |
| 1999년 | - 《서울가요대상》 본상 - SBS 서울가요대상》 대상 - 《SBS 가요대전》 본상 - 《SBS 가요대전》 대상 - 《KBS 가요대상》 올해의 가수상 - 《MBC 10대 가수 가요제》 30세 미만의 국민이 뽑은 10대 가수상 - 《MBC 10대 가수 가요제》 30세 이상의 국민이 뽑은 10대 가수상 - 《대한민국 영상음반대상》 본상 - 《KMTV 가요대전》 최우수 여자그룹상 |
| 2000년 | - 《서울가요대상》 본상 - 《SBS 가요대전》 본상 - 《KBS 가요대상》 올해의 가수상 - 《MBC 10대 가수 가요제》 전국민이 뽑은 10대 가수상 - 《대한민국 영상음반대상》 본상 - 《KMTV 가요대전》 본상 - 《Mnet 뮤직비디오 페스티벌》 여자그룹 부문 최우수 뮤직비디오상                                                                        |
| 2001년 | - 《서울가요대상》 본상 - 《SBS 가요대전》 본상 - 《SBS 가요대전》 최고인기상 - 《KBS 가요대상》 올해의 가수상 - 《MBC 10대 가수 가요제》 30세 미만의 국민이 뽑은 10대 가수상 - 《KMTV 가요대전》 본상 - 제2회 《대한민국영상대전》 포토제닉상                                                                                          |

### 지상파 가요 프로그램 1위
| 연도                                      | 수상 내역 (총30회) |
| ----------------------------------------- | --- |
| 1998년 (총8회)                            | - 내 남자친구에게 (총4회) - 9월 6일 SBS 《인기가요》 1위 - 9월 13일 SBS 《인기가요》 1위 (2주 연속) - 9월 22일 KBS 《뮤직뱅크》 1위 - 9월 29일 KBS 《뮤직뱅크》9월 최고 인기곡 MVP (2주 연속) - 루비 (총4회) - 10월 13일 KBS 《뮤직뱅크》 MVP - 10월 31일 MBC 《음악캠프》 1위 - 11월 3일 KBS 《뮤직뱅크》 MVP - 11월 15일 SBS 《인기가요》 1위 |
| 1999년 (총12회) ※MBC 음악캠프 순위제 폐지 | - 영원한 사랑 (총5회) - 5월 25일 KBS 《뮤직뱅크》 MVP - 6월 1일 KBS 《뮤직뱅크》 MVP (2주 연속) - 6월 13일 SBS 《인기가요》 1위 - 6월 20일 SBS 《인기가요》 1위 - 6월 27일 SBS 《인기가요》 1위 (왕중왕) - 자존심 (총1회) - 8월 1일 SBS 《인기가요》 1위 - To My Prince (총1회) - 12월 12일 SBS 《인기가요》 1위                                |
| 2000년(총5회)                             | - Now (총5회) - 11월 2일 KBS 《뮤직뱅크》 1위 - 11월 12일 SBS 《인기가요》 1위 - 11월 18일 MBC 《음악캠프》 1위 - 11월 19일 SBS 《인기가요》 1위 (2주 연속) - 11월 26일 SBS 《인기가요》 1위 (트리플 크라운) |
| 2001년 (총7회)                            | - 당신은 모르실거야 (총6회) - 5월 13일 SBS 《인기가요》 1위 - 5월 19일 MBC 《음악캠프》 1위 - 5월 27일 SBS 《인기가요》 1위 (2주 연속) - 5월 31일 KBS 《뮤직뱅크》 1위 - 6월 2일 MBC 《음악캠프》 1위 (2주 연속) - 6월 7일 KBS 《뮤직뱅크》 1위 (2주 연속)                                                                                      |
| 2002년 (총4회) ※KBS 뮤직뱅크 순위제 폐지  | - 영원 (총4회) - 3월 31일 SBS 《인기가요》 1위 - 4월 7일 SBS 《인기가요》 1위 (2주 연속) - 4월 13일 MBC 《음악캠프》 1위 - 4월 14일 SBS 《인기가요》 1위 (트리플 크라운) |

## 같이 보기
- 옥주현
- 성유리
- 태민희
- 이진
- 이효리